# Сардалова, Зулай Махмудовна
Сарда́лова, Зула́й Махму́довна (5 мая 1936 года, Грозный, Чечено-Ингушская АССР, РСФСР, СССР — 15 ноября 2005 года, Новые Алды, Чеченская Республика, Россия) — чеченская танцовщица, солистка ансамбля «Вайнах», Народная артистка Чечено-Ингушской АССР, Заслуженная артистка РСФСР.

## Биография
Родилась 5 мая 1936 года в Грозном. Отец, директор школы, был расстрелян как враг народа. Мать осталась одна с тремя малолетними детьми. В восемь лет была депортирована. Их семью приютило русское семейство.
В 1956 году прошла конкурсный отбор во вновь формируемый состав ансамбля «Вайнах». В течение 20 лет была бессменной солисткой ансамбля.
Ей были присвоены звания Народная артистка Чечено-Ингушской АССР, Заслуженная артистка РСФСР, Заслуженная артистка Северо-Осетинской АССР, Заслуженная артистка Кабардино-Балкарской АССР.

## Семья
Была замужем за известным чеченским артистом Шитой Эдисултановым, с которым прожила 40 лет. У них родился сын.